# Williams FW19
La Williams FW19 fu la vettura impiegata nel Campionato mondiale di Formula 1 1997 dalla scuderia inglese. È stata l'ultima vettura costruita dalla Williams a conquistare dei titoli mondiali, vincendo sia il titolo piloti per mano di Jacques Villeneuve che il titolo costruttori. Fu anche l'ultima vettura Williams motorizzata Renault fino alla FW34 del 2012, ponendo fine a un sodalizio che durava dal 1989 e aveva portato alla conquista di nove titoli mondiali.

## Tecnica
La FW19 era ancora realizzata sotto l'influenza dei progetti di Adrian Newey, anche se il progettista inglese era passato proprio dal 1997 alla McLaren.
La vettura non era molto diversa dalla Williams FW18, ma presentava delle novità aerodinamiche, come il distacco della presa d'aria superiore della vettura, che ora presentava un leggero scavo tra essa ed il poggiatesta del pilota. Il propulsore che la equipaggiava era un Renault RS9 V10 di 71° che erogava la potenza di 750 cv. Tale motore era stato sviluppato sotto la supervisione di Jean-Jacques His ed era abbinato ad un cambio Williams a sei rapporti; inoltre su questo propulsore venne adottato un sistema di regolazione di apertura delle valvole ad azoto precompresso che sostituí le tradizionali molle, rispetto alle quali riduceva il rischio di sfasamento nell'apertura e nella chiusura delle valvole stesse.

## La stagione

La FW19 di Jacques Villeneuve tallonata dalla Ferrari F310B del rivale al titolo Michael Schumacher nel corso del Gran Premio di San Marino 1997

Fin dalle prime gare la FW19 si dimostrò la vettura più veloce, specialmente in qualifica, ottenendo ben 6 pole position nelle prime 6 gare, ma rispetto alla stagione precedente la supremazia della scuderia inglese fu nettamente meno marcata, sia per la minore affidabilità della macchina stessa sia per i progressi fatti dalla Ferrari che, grazie alla nuova F310B e al bi-campione Michael Schumacher, tornò a inserirsi in lotta per il mondiale.
Nei primi 6 gran premi la Williams ottenne 4 vittorie, di cui tre con Villeneuve in Brasile, Argentina e Spagna, e una con Frentzen a Imola: questi successi furono tuttavia anche gli unici risultati utili ottenuti, a causa di varie rotture ed errori. 
In estate poi la vettura evidenziò un certo calo di rendita, a fronte di una crescita della Ferrari, riuscendo però a ottenere comunque alcuni piazzamenti a punti e sul podio, oltre a due importanti successi in Inghilterra e in Ungheria, entrambi comunque propiziati da ritiri o problemi dei diretti avversari.
Quella di Silverstone fu inoltre la 100ª vittoria per il team di Frank Williams. 
Da Settembre, complice anche un periodo di crisi della Ferrari e la fragilità delle McLaren Mercedes, spesso dimostratesi più veloci delle FW19, la Williams ritrovò la sua competitività e Villeneuve colse due importanti vittorie in Austria e al Nürburgring, alle quali si aggiunsero i 4 terzi posti consecutivi raccolti da Frentzen, che permisero al team di mettere una seria ipoteca su entrambi i titoli. 
A Suzuka la Williams conquistò in anticipo il suo nono titolo costruttori, ma la squalifica di Villeneuve e la vittoria di Schumacher, riaprirono la lotta per il mondiale piloti. 
Arrivato all'ultima gara dell'anno a Jerez con un punto in meno del ferrarista, il canadese ebbe la meglio, chiudendo la gara in terza posizione dopo la famosa e controversa collisione con Schumacher che in seguito venne poi escluso dalla classifica.
La Williams divenne così la prima squadra della storia a conquistare 9 titoli costruttori. Il team inglese in 20 stagioni dall'esordio (1978), superò la Ferrari (partecipante da 48 stagioni, 40 valide per il campionato costruttori), e la McLaren (partecipante da 29 stagioni e mezzo) per numero di titoli costruttori conquistati (9 titoli contro gli 8 della Ferrari e i 7 della McLaren).

## Risultati F1
| Anno | Team     | Motore                         | Gomme | Piloti       |     |   |     |     |     |   |     |   |     |     |     |   |   |   |   |    |   | Punti | Pos. |
| ---- | -------- | ------------------------------ | ----- | ------------ | --- | - | --- | --- | --- | - | --- | - | --- | --- | --- | - | - | - | - | -- | - | ----- | ---- |
| 1997 | Williams | Renault RS9 V10 (71°) aspirato | G     | J.Villeneuve | Rit | 1 | 1   | Rit | Rit | 1 | Rit | 4 | 1   | Rit | 1   | 5 | 5 | 1 | 1 | SQ | 3 | 123   | 1º   |
| 1997 | Williams | Renault RS9 V10 (71°) aspirato | G     | Frentzen     | 8   | 9 | Rit | 1   | Rit | 8 | 4   | 2 | Rit | Rit | Rit | 3 | 3 | 3 | 3 | 2  | 6 | 123   | 1º   |

| Legenda | 1º posto     | 2º posto | 3º posto    | A punti         | Senza punti/Non class.  | Grassetto – Pole position Corsivo – Giro più veloce |
| Legenda | Squalificato | Ritirato | Non partito | Non qualificato | Solo prove/Terzo pilota | Grassetto – Pole position Corsivo – Giro più veloce |